# Leonela Relys
Leonela Inés Relys Díaz (Camagüey, 20 de abril de 1947- La Habana, 17 de enero de 2015) fue una pedagoga y profesora cubana. Doctorada en Ciencias Pedagógicas por la Universidad de La Habana, desarrolló el método de alfabetización de adultos Yo, sí puedo que recibió el Premio Alfabetización 2006 Rey Sejong de la Unesco y el Premi Mestres 68 de la Universidad de Gerona 2012. Fue asesora académica del Instituto Pedagógico Latinoamericano y Caribeño (IPLAC) de Cuba. Con este método han aprendido a leer y a escribir más de ocho millones de personas en el mundo. Desarrolló labores de alfabetización en Haití donde realizó un programa de alfabetización radiofónico, precursor de lo que luego sería "Yo, sí puedo".

## Biografía
Leonela Relys nació en Camagüey el 20 de abril de 1947. Ya siendo joven dejó ver su interés por el magisterio. En 1961 participó activamente en la Campaña Nacional de Alfabetización formando parte como alfabetizadora de la brigada "Conrado Benítez".
En 1964 se graduó como Maestra Primaria en el instituto "Antón S. Makarenko" comenzando a dar clases en la escuela nocturna para domésticas "América Labadí" en la población de Guanabacoa. Fue seleccionada para la formación de estudiantes subescolarizados en la Escuela de Suelos y Fertilizantes "Sierra Maestra".
En 1965 formó parte de un grupo de maestros primarios que fueron seleccionados para impartir formación en esa profesión en el plan Minas-Topes-Tarará. En 1976 entró a trabajar en la escuela Escuela Pedagógica "José Martí" de la localidad de Cojímar. Poco después ingresó en la Dirección de Formación y Perfeccionamiento de Maestros Primarios dependiente del Ministerio de Educación de Cuba ejerciendo de metodóloga-inspectora del departamento de Estudios Dirigidos y por Correspondencia. En 1979 pasó a la Dirección Nacional de Educación de Adultos. Durante varios años trabajó en la enseñanza del Español y como Metodóloga Nacional de Español para la Educación de Adultos en el Ministerio de Educación, logrando una amplia experiencia en la educación de adultos y en las cuestiones de alfabetización y postalfabetización.
En 1999 dirigió la Facultad Obrera y Campesina "2 de Diciembre", tarea que suspendió para dedicarse al proyecto de alfabetización por radio en lengua creole en Haití, participando también en la capacitación intensiva de los maestros cubanos que participaban en el mismo. Este proyecto acabaría en el año 2001.
En 1968 se graduó en la Universidad de La Habana en Carrera Profesional de español realizando, seguidamente, estudios de posgrado en educación de jóvenes y adultos. En el año 2007 obtuvo el doctorado en Ciencias Pedagógicas recibiendo, en enero de 2008, el premio anual de la Academia de Ciencias a la tesis de doctorado más destacada.
En Haití desarrollo la primera cartilla del método de alfabetización de adultos "Yo, sí puedo"  destinada a la alfabetización por televisión en la que ya combinaba números y letras. A partir de ahí fue desarrollando el método destinado a la alfabetización por radio y TV, formando a otros docentes y dando seminarios, talleres, simposios y congresos.
Tras la creación de la Cátedra de Alfabetización en el Instituto Pedagógico Latinoamericano y Caribeño (IPLAC) el año 2001 comenzó a trabajar en ella como asesora académica desarrollando la totalidad del método para la enseñanza por TV. Entre enero y abril de 2003 puso en marcha el método por radio en Guinea Bissau.
Representó a Cuba en muchos encuentros diplomáticos, también dando conferencias, preparando adecuaciones de su método de alfabetización y asesorando a las autoridades de muchos países sobre la erradicación del analfabetismo, publicando más de veinte libros como autora o coautora.
Fue delegada en 2003 a la Cumbre Mundial de Informática y Comunicaciones en Ginebra, Suiza, donde expuso el método de alfabetización por radio y televisión y recibió reconocimientos de la UNESCO.
El 17 de enero de 2015 falleció en La Habana víctima de un cáncer. Fue enterrada en el Panteón de la Central de Trabajadores de Cuba del cementerio de Colón de La Habana.

## Yo, sí puedo

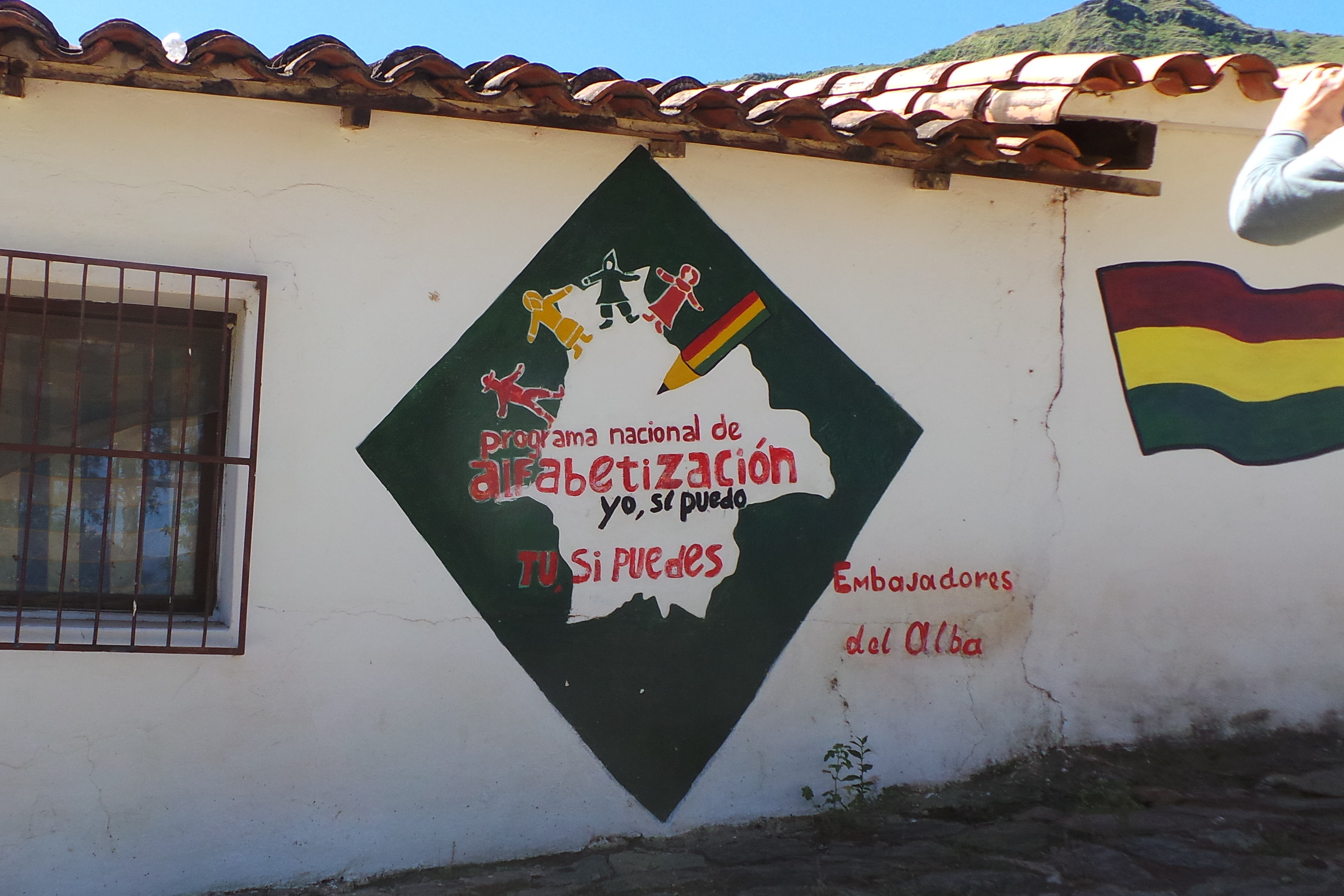
Homenaje al programa de alfabetización "Yo, sí puedo" de los Embajadores del Alba en la comunidad La Higuera, Bolivia en la plaza dedicada a Che Guevara donde el revolucionario argentino-cubano fue ejecutado.

El método de alfabetización de adultos "Yo, sí puedo"  es uno de los principales métodos de alfabetización de adultos que existen en la actualidad. Ha obtenido muy buenos resultados en todos los países donde se ha utilizado. Las primeras cartillas se desarrollaron en Haití, aunque uno de sus éxitos más relevantes es el obtenido en Venezuela, donde se desarrolló por televisión alfabetizando a más de un millón y medio de personas, logrando declarar en el año 2005 a Venezuela como un "territorio libre de analfabetismo". También son relevantes los resultados obtenidos en la Argentina y en Brasil, en este caso con la adaptación al método "Sim, eu posso"  en portugués.
El método "Yo, sí puedo" se ha utilizado en más de 28 países, Se han realizado 15 contextualizaciones; ocho de ellas en español (Yo, sí puedo), dos en portugués (Sim, eu posso, una en inglés (Yes, I can), una en quechua (Jiwasataskiwua ), una en aymara (Ari ñuqa atini), una en creole (Wi, mwen kapab)y una en tetum (Los, hau bele).
El periódico cubano Granma afirmó que con el método "Yo, sí puedo" se han alfabetizado 8.203.324 personas de 30 nacionalidades diferentes.

## Reconocimientos
Su trabajo fue reconocido por la UNESCO con dos Menciones Honoríficas Rey Sejong, los años 2002 y 2003 y el premio el año 2006.
Recibió por su labor varios reconocimientos y condecoraciones, entre las que se encuentran las órdenes Frank País de Primer y Segundo Grado otorgadas por el Consejo de Estado de la República de Cuba; la Orden Ana Betancourt, y las medallas Trabajador Internacionalista, Conmemorativa 40 Aniversario de las FAR, y José Tey. Le fue otorgado el título de Heroína del trabajo de la República de Cuba. También fue reconocida con el Premio Mestres 68, con el que se reconoce la labor desarrollada en el mundo de la educación.